# Региональное собрание Среднечешского края
Региональное собрание Среднечешского края (чеш. Zastupitelstvo Středočeského kraje) — выборный представительный орган местного самоуправления Среднечешского края Чехии. Представляет собой однопалатный парламент, состоящий из 65 членов, избираемых во время региональных выборов на четырёхлетний срок.
Собрание избирает из своего состава одиннадцатиместный краевой совет, который выполняет функции коллективного исполнительного органа правительства края во главе с гетманом края. Собрание собирается по мере необходимости, но не реже одного раза в три месяца. Поскольку у Среднечешского края отсутствует собственная столица, то большинство органов края, в том числе и зал заседаний собрания находится в здании на улице Зборовска в Прага 5.

## Состав

### I созыв (2000—2004)
В правящую коалицию вошли ODS и «Четырёхпартийная коалиция». Гетманом стал Петр Бендл из ODS. Явка на выборах составила 32,77%.
| Политический субъект | Политический субъект                   | Мандаты  |    |
| -------------------- | -------------------------------------- | -------- | -- |
|                      | ODS                                    | 21 из 65 |    |
|                      | KSČM                                   | 16 из 65 |    |
|                      | Четырёхкоалиция (KDU-ČSL, US-DEU, ODA) | 16 из 65 |    |
|                      | ČSSD                                   | 12 из 65 |    |
| Всего                | Всего                                  | 65       | 65 |

### II созыв (2004—2008)
В правящую коалицию вошли ODS и «Коалиция для Среднечешского края». Гетманом вновь стал Петр Бендл из ODS. Явка на выборах составила 30,73%.
| Политический субъект | Политический субъект                                | Мандаты  |    |
| -------------------- | --------------------------------------------------- | -------- | -- |
|                      | ODS                                                 | 32 из 65 |    |
|                      | KSČM                                                | 14 из 65 |    |
|                      | ČSSD                                                | 12 из 65 |    |
|                      | Коалиция для Среднечешского края (KDU-ČSL и US-DEU) | 4 из 65  |    |
|                      | SNK объединение независимых и Европейские демократы | 3 из 65  |    |
| Всего                | Всего                                               | 65       | 65 |

### III созыв (2008—2012)
В правящую коалицию сформировало ČSSD при поддержке KSČM. Гетманом вновь стал Давид Рат из ČSSD. Явка на выборах составила 42,14%.
| Политический субъект | Политический субъект          | Мандаты  |    |
| -------------------- | ----------------------------- | -------- | -- |
|                      | ČSSD                          | 26 из 65 |    |
|                      | ODS                           | 25 из 65 |    |
|                      | KSČM                          | 10 из 65 |    |
|                      | Независимые старосты для края | 4 из 65  |    |
| Всего                | Всего                         | 65       | 65 |

### IV созыв (2012—2016)
В правящую коалицию вошли ČSSD и KSČM. Гетманом стал Йозеф Ржихак из ČSSD, которого заменил в 2014 году Милош Петера. Явка на выборах составила 36,45%.
| Политический субъект | Политический субъект                      | Мандаты  |    |
| -------------------- | ----------------------------------------- | -------- | -- |
|                      | ČSSD                                      | 20 из 65 |    |
|                      | KSČM                                      | 19 из 65 |    |
|                      | ODS                                       | 16 из 65 |    |
|                      | TOP 09 и Старосты для Среднечешского края | 10 из 65 |    |
| Всего                | Всего                                     | 65       | 65 |

### V созыв (2016—2020)
В первоначальную правящую коалицию вошли ANO 2011, STAN, ODS и частично TOP 09. Гетманом стала Ярослава Покорна Йерманова из ANO 2011. Явка на выборах составила 34,76%. В 2017 году правящая коалиция распалась и её заменила коалиция ANO 2011 и ČSSD, которая опиралась на поддержку коммунистов.
| Политический субъект | Политический субъект | Мандаты  |    |
| -------------------- | -------------------- | -------- | -- |
|                      | ANO 2011             | 16 из 65 |    |
|                      | STAN                 | 15 из 65 |    |
|                      | ČSSD                 | 11 из 65 |    |
|                      | ODS                  | 10 из 65 |    |
|                      | KSČM                 | 8 из 65  |    |
|                      | TOP 09               | 5 из 65  |    |
| Всего                | Всего                | 65       | 65 |

### VI созыв (2020—2024)
В правящую коалицию вошли представители STAN, ODS, Пиратов и «Союзников». Гетманом стала Петра Пецкова из STAN. Явка на выборах составила 40,66%.
|                      |                                                     |          |    |
| Политический субъект | Политический субъект                                | Мандаты  |    |
|                      | STAN (с поддержкой KDU-ČSL и SNK ED)                | 18 из 65 |    |
|                      | ODS                                                 | 16 из 65 |    |
|                      | ANO 2011                                            | 15 из 65 |    |
|                      | Piráti                                              | 12 из 65 |    |
|                      | Союзники для Среднечешского края (TOP 09, SZ, Hlas) | 4 из 65  |    |
| Всего                | Всего                                               | 65       | 65 |